# Helkama
Helkama Oy er et finsk konglomerat og paraply-brand, som driver flere datterselskaber som fokuserer på cykler (Helkama Velox), kabler til skibe og kommunikation (Helkama Bica), husholdningsmaskiner og køleskabe (Helkama Forste), accessories og importvarer til Škoda Auto biler (Helkama-Auto) og bilvedligeholdelse og import (Uuttera Oy). I 2005 var omsætningen på 320 mio. amerikanske dollar og der var omkring 1.000 ansatte. Helkama, der er etableret i 1905, er en familieejet virksomhed.
Helkama er mest kendt for sine cykler og sælger i dag også elcykler.
Helkama byggede flere knallerter indtil produktionen blev lukket i 1990'erne. Den mest populære knallertmodel var Helkama Raisu.